# Nealcidion adjunctum
Nealcidion adjunctum är en skalbaggsart som först beskrevs av Thomson 1865. Nealcidion adjunctum ingår i släktet Nealcidion och familjen långhorningar.
Artens utbredningsområde är:
- Costa Rica.
- Panama.

Inga underarter finns listade i Catalogue of Life.